# トーマス・パリッツ
トーマス・パリッツ（Thomas Parits、1946年10月7日 - ）は、オーストリア・シーゲンドルフ出身の元同国代表サッカー選手、元サッカー指導者。ポジションはフォワードまたはミッドフィールダー。